# Manchester United F.C. mùa bóng 1906–07
Mùa giải 1906-07 là mùa giải thứ 15 của Manchester United trong Liên đoàn bóng đá.

## Giải bóng đá hạng nhất (First Division)
| Thời gian            | Đối thủ           | H/A | Tỷ số Bt-Bb | Cầu thủ ghi bàn                | Số lượng khán giả |
| -------------------- | ----------------- | --- | ----------- | ------------------------------ | ----------------- |
| 1 tháng 9 năm 1906   | Bristol City      | A   | 2 – 1       | Picken, Roberts                | 5,000             |
| 3 tháng 9 năm 1906   | Derby County      | A   | 2 – 2       | Schofield (2)                  | 5,000             |
| 8 tháng 9 năm 1906   | Notts County      | H   | 0 – 0       |                                | 30,000            |
| 15 tháng 9 năm 1906  | Sheffield United  | A   | 2 – 0       | Bell, Downie                   | 12,000            |
| 22 tháng 9 năm 1906  | Bolton Wanderers  | H   | 1 – 2       | Peddie                         | 45,000            |
| 29 tháng 9 năm 1906  | Derby County      | H   | 1 – 1       | Bell                           | 25,000            |
| 6 tháng 10 năm 1906  | Stoke City        | A   | 2 – 1       | Duckworth (2)                  | 7,000             |
| 13 tháng 10 năm 1906 | Blackburn Rovers  | H   | 1 – 1       | Wall                           | 20,000            |
| 20 tháng 10 năm 1906 | Sunderland        | A   | 1 – 4       | Peddie                         | 18,000            |
| 27 tháng 10 năm 1906 | Small Heath       | H   | 2 – 1       | Peddie (2)                     | 14,000            |
| 3 tháng 11 năm 1906  | Everton           | A   | 0 – 3       |                                | 20,000            |
| 10 tháng 11 năm 1906 | Woolwich Arsenal  | H   | 1 – 0       | Downie                         | 20,000            |
| 17 tháng 11 năm 1906 | The Wednesday     | A   | 2 – 5       | Menzies, Peddie                | 7,000             |
| 24 tháng 11 năm 1906 | Bury              | H   | 2 – 4       | Peddie, Wall                   | 30,000            |
| 1 tháng 12 năm 1906  | Manchester City   | A   | 0 – 3       |                                | 40,000            |
| 8 tháng 12 năm 1906  | Middlesbrough     | H   | 3 – 1       | Wall (2), Sagar                | 12,000            |
| 15 tháng 12 năm 1906 | Preston North End | A   | 0 – 2       |                                | 9,000             |
| 22 tháng 12 năm 1906 | Newcastle United  | H   | 1 – 3       | Menzies                        | 18,000            |
| 25 tháng 12 năm 1906 | Liverpool         | H   | 0 – 0       |                                | 20,000            |
| 26 tháng 12 năm 1906 | Aston Villa       | A   | 0 – 2       |                                | 20,000            |
| 29 tháng 12 năm 1906 | Bristol City      | H   | 0 – 0       |                                | 10,000            |
| 1 tháng 1 năm 1907   | Aston Villa       | H   | 1 – 0       | Turnbull                       | 40,000            |
| 5 tháng 1 năm 1907   | Notts County      | A   | 0 – 3       |                                | 10,000            |
| 19 tháng 1 năm 1907  | Sheffield United  | H   | 2 – 0       | Turnbull, Wall                 | 15,000            |
| 26 tháng 1 năm 1907  | Bolton Wanderers  | A   | 1 – 0       | Turnbull                       | 25,000            |
| 2 tháng 2 năm 1907   | Newcastle United  | A   | 0 – 5       |                                | 30,000            |
| 9 tháng 2 năm 1907   | Stoke City        | H   | 4 – 1       | Picken (2), Meredith, own goal | 15,000            |
| 16 tháng 2 năm 1907  | Blackburn Rovers  | A   | 4 – 2       | Meredith (2), Sagar, Wall      | 5,000             |
| 23 tháng 2 năm 1907  | Preston North End | H   | 3 – 0       | Wall (2), Sagar                | 16,000            |
| 2 tháng 3 năm 1907   | Small Heath       | A   | 1 – 1       | Menzies                        | 20,000            |
| 16 tháng 3 năm 1907  | Woolwich Arsenal  | A   | 0 – 4       |                                | 6,000             |
| 25 tháng 3 năm 1907  | Sunderland        | H   | 2 – 0       | Turnbull, Williams             | 12,000            |
| 30 tháng 3 năm 1907  | Bury              | A   | 2 – 1       | Menzies, Meredith              | 25,000            |
| 1 tháng 4 năm 1907   | Liverpool         | A   | 1 – 0       | Turnbull                       | 20,000            |
| 6 tháng 4 năm 1907   | Manchester City   | H   | 1 – 1       | Roberts                        | 40,000            |
| 10 tháng 4 năm 1907  | The Wednesday     | H   | 5 – 0       | Wall (3), Picken, Sagar        | 10,000            |
| 13 tháng 4 năm 1907  | Middlesbrough     | A   | 0 – 2       |                                | 15,000            |
| 22 tháng 4 năm 1907  | Everton           | H   | 3 – 0       | Bannister, Meredith, Turnbull  | 10,000            |

| # | Câu lạc bộ        | Tr | T  | H | B  | Bt | Bb | Hs | Điểm |
| - | ----------------- | -- | -- | - | -- | -- | -- | -- | ---- |
| 7 | Woolwich Arsenal  | 38 | 20 | 4 | 14 | 66 | 59 | 7  | 44   |
| 8 | Manchester United | 38 | 17 | 9 | 13 | 53 | 56 | -3 | 42   |
| 9 | Small Heath       | 38 | 15 | 8 | 15 | 52 | 52 | 0  | 38   |

## FA Cup
| Thời gian           | Vòng đấu                      | Đối thủ    | H/A | Tỷ số Bt-Bb | Cầu thủ ghi bàn | Số lượng khán giả |
| ------------------- | ----------------------------- | ---------- | --- | ----------- | --------------- | ----------------- |
| 12 tháng 1 năm 1906 | Vòng đầu tiên                 | Portsmouth | A   | 2 – 2       | Picken, Wall    | 24,329            |
| 16 tháng 1 năm 1906 | Vòng đầu tiên Trận đấu đá lại | Portsmouth | H   | 1 – 2       | Wall            | 8,000             |

## Thống kê Đội bóng
| Vị trí | Tên                 | Giải đấu | Giải đấu     | FA Cup  | FA Cup       | Tổng cộng | Tổng cộng    |
| Vị trí | Tên                 | Số trận  | Số bàn thắng | Số trận | Số bàn thắng | Số trận   | Số bàn thắng |
| ------ | ------------------- | -------- | ------------ | ------- | ------------ | --------- | ------------ |
| TM     | Harry Moger         | 38       | 0            | 2       | 0            | 40        | 0            |
| HV     | Tommy Blackstock    | 3        | 0            | 1       | 0            | 4         | 0            |
| HV     | Bob Bonthron        | 28       | 0            | 1       | 0            | 29        | 0            |
| HV     | Herbert Burgess     | 17       | 0            | 0       | 0            | 17        | 0            |
| HV     | Dick Holden         | 27       | 0            | 2       | 0            | 29        | 0            |
| TV     | Alex Bell           | 35       | 2            | 2       | 0            | 37        | 2            |
| TV     | Frank Buckley       | 3        | 0            | 0       | 0            | 3         | 0            |
| TV     | Alex Downie         | 19       | 2            | 1       | 0            | 20        | 2            |
| TV     | Dick Duckworth      | 28       | 2            | 2       | 0            | 30        | 2            |
| TV     | Charlie Roberts (c) | 31       | 2            | 1       | 0            | 32        | 2            |
| TV     | Arthur Young        | 2        | 0            | 0       | 0            | 2         | 0            |
| TĐ     | Jack Allan          | 3        | 0            | 0       | 0            | 3         | 0            |
| TĐ     | Jimmy Bannister     | 4        | 1            | 0       | 0            | 4         | 1            |
| TĐ     | Clem Beddow         | 3        | 0            | 0       | 0            | 3         | 0            |
| TĐ     | Bill Berry          | 9        | 0            | 0       | 0            | 9         | 0            |
| TĐ     | Alex Menzies        | 17       | 4            | 2       | 0            | 19        | 4            |
| TĐ     | Billy Meredith      | 16       | 5            | 2       | 0            | 18        | 5            |
| TĐ     | Jack Peddie         | 16       | 6            | 0       | 0            | 16        | 6            |
| TĐ     | Jack Picken         | 26       | 4            | 2       | 1            | 28        | 5            |
| TĐ     | Charlie Sagar       | 10       | 4            | 0       | 0            | 10        | 4            |
| TĐ     | Alf Schofield       | 10       | 2            | 0       | 0            | 10        | 2            |
| TĐ     | Sandy Turnbull      | 15       | 6            | 0       | 0            | 15        | 6            |
| TĐ     | George Wall         | 38       | 11           | 2       | 2            | 40        | 13           |
| TĐ     | Harry Williams      | 3        | 1            | 0       | 0            | 3         | 1            |
| TĐ     | Dick Wombwell       | 14       | 0            | 2       | 0            | 0         | 0            |
| TĐ     | William Yates       | 3        | 0            | 0       | 0            | 3         | 0            |